# جيد لويس
جيد لويس (بالإنجليزية: Jade Lewis)‏ هي لاعب كرة مضرب نيوزيلندية، ولدت في 18 ديسمبر 1998 في أوكلاند في نيوزيلندا.

## وصلات خارجية
- جيد لويس على موقع رابطة محترفات التنس (الإنجليزية)
- جيد لويس على موقع الاتحاد الدولي لكرة المضرب (الإنجليزية)
- جيد لويس على موقع كأس بيلي جين كينغ (الإنجليزية)
- جيد لويس على موقع خلاصة التنس.كوم (الإنجليزية)
- جيد لويس على موقع إي إس بي إن.كوم (الإنجليزية)